# Баји Субиран
Баји Субиран (фр. Bahus-Soubiran) насеље је и општина у југозападној Француској у региону Аквитанија, у департману Ланд која припада префектури Мон де Марсан.
По подацима из 2011. године у општини је живело 375 становника, а густина насељености је износила 25,81 становника/km². Општина се простире на површини од 14,53 km². Налази се на средњој надморској висини од 113 метара (максималној 169 m, а минималној 100 m).

## Демографија
| 1962. | 1968. | 1975. | 1982. | 1990. | 1999. | 2011. |
| ----- | ----- | ----- | ----- | ----- | ----- | ----- |
| 351   | 388   | 365   | 327   | 326   | 303   | 375   |

График промене броја становника у току последњих година